# Colorado (Rio Grande do Sul)
Pour les articles homonymes, voir Colorado (homonymie).
Colorado est une ville brésilienne du Nord-Ouest de l'État du Rio Grande do Sul, faisant partie de la microrégion de Não-Me-Toque et située à 290 km au nord-ouest de Porto Alegre, capitale de l'État. Elle se situe à une latitude de 28° 31′ 28″ sud et à une longitude de 52° 59′ 40″ ouest, à une altitude de 428 mètres. Sa population était estimée à 3 744, pour une superficie de 286 km2.
Les habitants de Colorado sont principalement descendants d'Italiens, mais aussi d'Allemands.

## Villes voisines
- Carazinho
- Não-Me-Toque
- Lagoa dos Três Cantos
- Selbach
- Ibirubá
- Saldanha Marinho